# Vermaasd netwerk

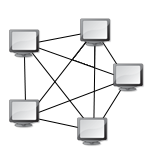
voorbeeld van vast vermaasd netwerk

Een vermaasd netwerk (in het Engels: mesh network) is een netwerk waarin elke node verbonden is met elke andere node binnen dat netwerk. 
Een vermaasd netwerk is onder andere geschikt voor telefooncentrales in de 'hogere netvlakken', waar grote telecommunicatie-verkeersstromen uit diverse regio's zijn geaggregeerd en tussen regio's onderling moeten worden doorgesluisd. Het voordeel van een vermaasd netwerk is dat tussen elk tweetal nodes de 'kortste', minst complexe route wordt gebruikt, namelijk een directe punt-tot-punt-verbinding. Deze topologie wordt bij computers zelden gebruikt. Bij deze vorm heeft namelijk elke computer in het netwerk een verbinding met elke andere computer. Bij een gering aantal computers is dit nog praktisch uitvoerbaar, maar bij steeds groeiende aantallen wordt dit gaandeweg steeds lastiger. In een netwerk van bijvoorbeeld 50 computers, zin er  50 * 49 / 2 = 1225 kabels nodig en heeft elke computer een bundel van 49 kabels, aansluitingen en individuele interfaces. Bij een verdubbeling naar 100 zijn dit er al 4950.  

## Vermaasd netwerk met sensoren
Een belangrijke toepassing voor dit systeem is in combinatie met sensoren. Door een vermaasd netwerk te combineren met sensoren kunnen bijvoorbeeld in de bouw kilometers aan kabels worden bespaard.

## Draadloos vermaasde netwerken

### Militaire toepassingen
Intussen wordt er ook al gewerkt aan draadloos vermaasde netwerken. De ontwikkeling van dit systeem is door het Amerikaanse leger in het leven geroepen. Zij hadden belang bij kleine sensoren die je boven een bepaald gebied dat je niet makkelijk kunt patrouilleren kunt uitstrooien. Deze sensoren zouden dan de data die ze binnenkrijgen (bijvoorbeeld druksensoren) aan elkaar door moeten geven, om zo bijvoorbeeld te zien of er groepen mensen/voertuigen voorbij komen en in welke richting deze gaan.
Het draadloos vermaasd netwerk heeft tijdens de ontwikkeling drie verschillende radioconfiguraties gekend. Bij elke configuratie werd de reikwijdte en betrouwbaarheid beter. Omdat de kosten van het tot stand brengen van deze radio's steeds lager werden was het op den duur mogelijk om meerdere connecties met een node te maken. Het ontwerp van de nodes werd tevens steeds meer modulair - een kastje kon meerdere radiokaarten hebben - elk werkend op een verschillende frequentie. Als gevolg hiervan kon er met het derde generatie vermaasd netwerk heel nieuwe applicaties worden gebouwd, onder andere real time video bewaking, grensbewaking en audiocommunicatie in ondergrondse mijnen.
Een aantal voordelen van een draadloos vermaasd netwerk is de lange tijd dat de accu's mee gaan, het formaat, en de zelfheling van het netwerk. Dit laatste, de zelfheling, is een praktische optie. In een vermaasd netwerk is het de bedoeling dat een node zijn data via de snelste weg naar het basisstation stuurt, dit doet hij dus via andere nodes. Mocht om een of andere reden een mote uitvallen dan zoeken de motes die via deze node een route naar het basis station hadden een nieuwe route naar het basisstation. Inmiddels is de techniek al zo ver gevorderd dat de motes meerdere verbindingen kunnen leggen (meer dan 2 zoals op de afbeelding) maar het zou altijd kunnen dat een mote maar een verbinding heeft.

### Burgernetwerken
In Hongkong maakten activisten tijdens de protesten in 2019-2020 als reactie op de toenemende Chinese internetcensuur gebruik van vermaasde netwerken via Bluetooth, waardoor gebruikers konden communiceren via een netwerk van apparaten die lokaal zijn verbonden, in plaats van via een internetverbinding.
In de Verenigde Staten werden enkele projecten opgezet om burgernetwerken te vormen, onafhankelijk van de grote internetproviders zoals Verizon. Een actiegroep als NYC Mesh straalde tijdens betogingen tegen politiegeweld in 2020 draadloos internet door naar de manifestanten, of stelde gratis wifi ter beschikking in arme wijken. Een permanent project is Mycelium Mesh, een berichtennetwerk met energiezuinige LoRa-technologie.

## CENSI (Center of Excellence voor iNtelligent Sensor Innovation)
CENSI is een samenwerkingsverband tussen de Hanzehogeschool en Sun Microsystems. In de projecten van het CENSI staat de multidisciplinaire samenwerking tussen studenten, docenten en externe opdrachtgevers vanuit het bedrijfsleven centraal. Bij CENSI liep een project waarin het vermaasd netwerk wordt getest. 
Binnen CENSI draaiden meerdere projecten die van draadloze meshnetwerktechnologie gebruikmaken, waaronder een SmartDust-, StreetLine- en een SunSpot-project.